# Sayaka Hirota

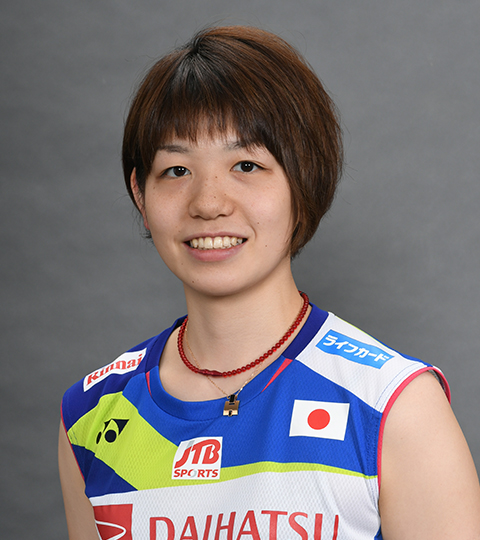
Sayaka Hirota, 2019

Sayaka Hirota (jap. 廣田 彩花, Hirota Sayaka; * 1. August 1994) ist eine japanische Badmintonspielerin.

## Karriere
Sayaka Hirota stand beim Korea Grand Prix Gold 2013 im Viertelfinale des Damendoppels. Beim Malaysia International 2013 wurde sie in der gleichen Disziplin mit Yuki Fukushima Dritte. Beim Malaysia Open Grand Prix Gold 2014 war dagegen schon in der ersten Runde Endstation.